# Lamarque-Pontacq
Pour les articles homonymes, voir Lamarque et Pontacq (homonymie).
Lamarque-Pontacq est une commune française située dans l'ouest du département des Hautes-Pyrénées, en région Occitanie. Sur le plan historique et culturel, la commune est dans l’ancien comté de Bigorre, comté historique des Pyrénées françaises et de Gascogne.
Exposée à un climat océanique altéré, elle est drainée par l'Ousse, le Gabastou, l'Oussére, le ruisseau de Bad et par divers autres petits cours d'eau. La commune possède un patrimoine naturel remarquable composé de trois zones naturelles d'intérêt écologique, faunistique et floristique.
Lamarque-Pontacq est une commune rurale qui compte 867 habitants en 2022, après avoir connu une forte hausse de la population depuis 1962. Elle est dans l'unité urbaine de Pontacq et fait partie de l'aire d'attraction de Lourdes. Ses habitants sont appelés les Lamarquais ou  Lamarquaises.

## Géographie

### Localisation
La commune de Lamarque-Pontacq se trouve dans le département des Hautes-Pyrénées, en région Occitanie.
Elle se situe à 16 km à vol d'oiseau de Tarbes, préfecture du département, et à 7 km d'Ossun, bureau centralisateur du canton d'Ossun dont dépend la commune depuis 2015 pour les élections départementales.
La commune fait en outre partie du bassin de vie de Pontacq.
Les communes les plus proches sont : 
Pontacq (0,9 km), Labatmale (3,1 km), Saint-Vincent (3,3 km), Barlest (3,5 km), Barzun (4,3 km), Loubajac (5,5 km), Livron (5,9 km), Poueyferré (7,0 km).
Sur le plan historique et culturel, Lamarque-Pontacq fait partie de l’ancien comté de Bigorre, comté historique des Pyrénées françaises et de Gascogne créé au IXe siècle puis rattaché au domaine royal en 1302, inclus ensuite au comté de Foix en 1425 puis une nouvelle fois rattaché au royaume de France en 1607. La commune est dans le pays de Tarbes et de la Haute Bigorre.
Lamarque-Pontacq est limitrophe de six autres communes. Au sud, le territoire de Loubajac est distant d'une cinquantaine de mètres.

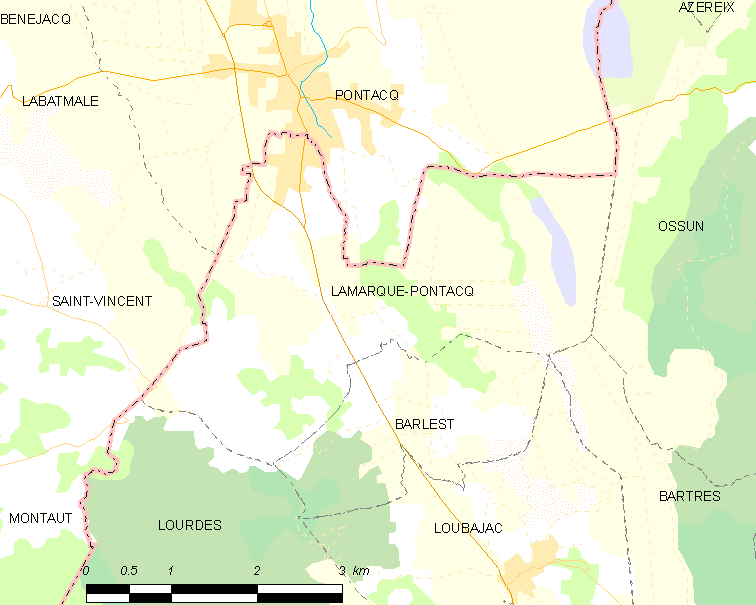
Carte de la commune de Lamarque-Pontacq et des proches communes.

|                                      | Pontacq (Pyrénées-Atlantiques) |         |
| Saint-Vincent (Pyrénées-Atlantiques) | Lamarque-Pontacq               | Ossun   |
| Lourdes                              | Barlest                        | Bartrès |

### Hydrographie
La commune est dans le bassin de l'Adour, au sein du bassin hydrographique Adour-Garonne. Elle est drainée par l'Ousse, le Gabastou, L'Oussére, le ruisseau de Bad, le Luc, le ruisseau de Couet-Daban et par divers petits cours d'eau, constituant un réseau hydrographique de 14 km de longueur totale,.
L'Ousse, d'une longueur totale de 42,4 km, prend sa source dans la commune de Bartrès et s'écoule vers le nord-ouest. Il traverse la commune et se jette dans le gave de Pau à Gelos, après avoir traversé 19 communes.

### Climat
Le climat est tempéré de type océanique, en raison de l'influence proche de l'océan Atlantique situé à peu près 150 km plus à l'ouest. La proximité des Pyrénées fait que la commune profite d'un effet de foehn, il peut aussi y neiger en hiver, même si cela reste inhabituel.
| Mois                              | jan.  | fév.  | mars  | avril | mai   | juin  | jui.  | août  | sep.  | oct.  | nov.  | déc.  | année   |
| --------------------------------- | ----- | ----- | ----- | ----- | ----- | ----- | ----- | ----- | ----- | ----- | ----- | ----- | ------- |
| Température minimale moyenne (°C) | 0,6   | 1,3   | 2,7   | 5,2   | 8,3   | 11,6  | 14,1  | 13,9  | 11,7  | 8     | 3,6   | 1,3   | 6,9     |
| Température moyenne (°C)          | 5,3   | 6,1   | 7,8   | 10    | 13,3  | 16,7  | 19,3  | 19    | 17,2  | 13,3  | 8,5   | 5,8   | 11,9    |
| Température maximale moyenne (°C) | 9,9   | 11    | 12,9  | 14,8  | 18,3  | 21,7  | 24,5  | 24    | 22,6  | 18,6  | 13,4  | 10,4  | 16,8    |
| Ensoleillement (h)                | 108,8 | 118,8 | 155,6 | 157,2 | 181,3 | 191,5 | 215,5 | 196,4 | 194,5 | 164,4 | 124,4 | 104,4 | 1 912,8 |
| Précipitations (mm)               | 112,8 | 97,5  | 100,2 | 105,7 | 113,6 | 80,7  | 57,3  | 70,3  | 71    | 85,2  | 93    | 112,1 | 1 099,4 |

### Milieux naturels et biodiversité
L’inventaire des zones naturelles d'intérêt écologique, faunistique et floristique (ZNIEFF) a pour objectif de réaliser une couverture des zones les plus intéressantes sur le plan écologique, essentiellement dans la perspective d’améliorer la connaissance du patrimoine naturel national et de fournir aux différents décideurs un outil d’aide à la prise en compte de l’environnement dans l’aménagement du territoire.
Deux ZNIEFF de type 1 sont recensées sur la commune :
les « tourbières de Couet-Daban et de Gabastou » (47 ha), couvrant 3 communes dont une dans les Pyrénées-Atlantiques et deux dans les Hautes-Pyrénées et 
la « zone humide de Bouscat » (6 ha)
et une ZNIEFF de type 2, : 
le « plateau de Ger et coteaux de l'ouest tarbais » (6 409 ha), couvrant 26 communes dont six dans les Pyrénées-Atlantiques et 20 dans les Hautes-Pyrénées.

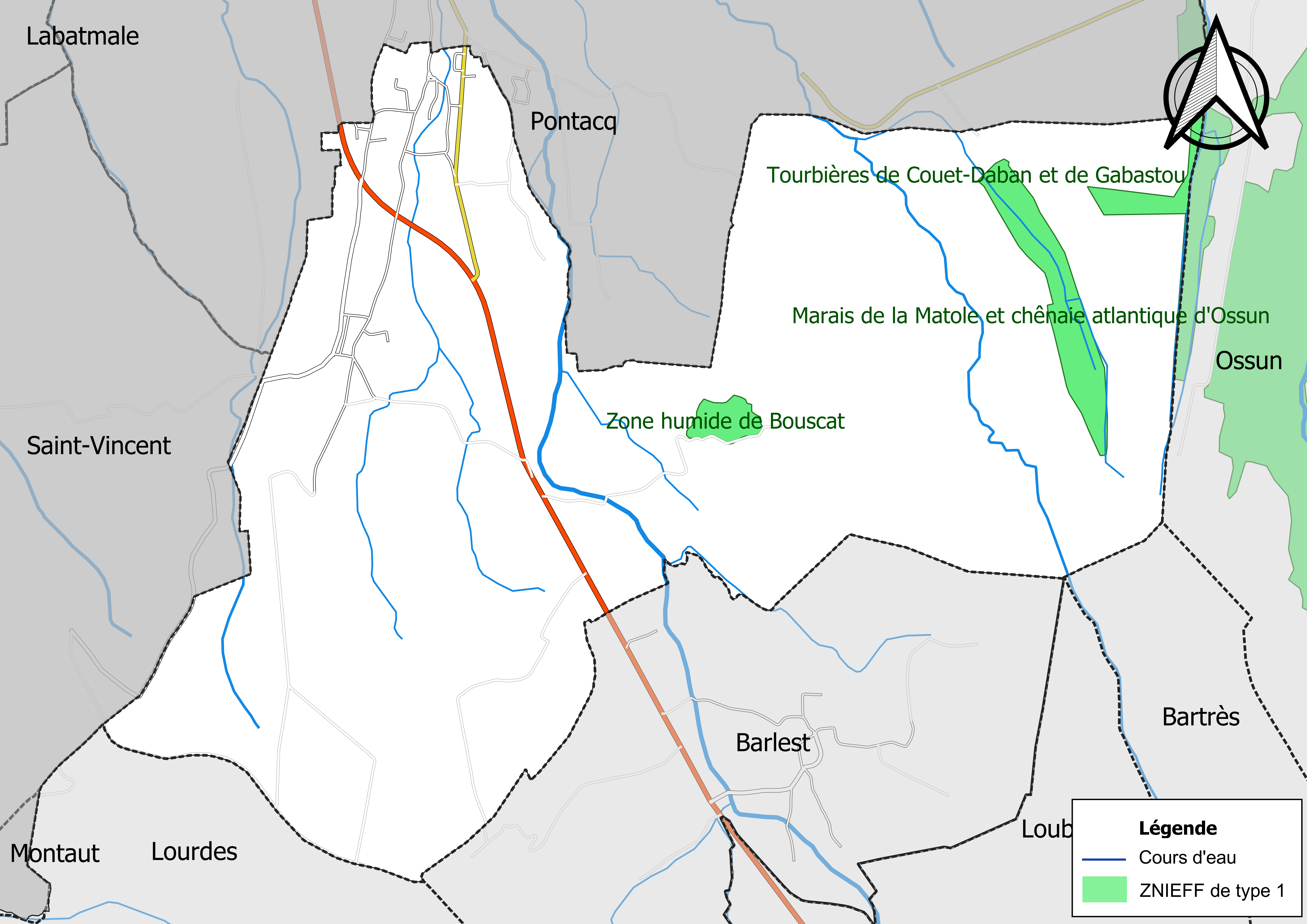
Carte des ZNIEFF de type 1 sur la commune.
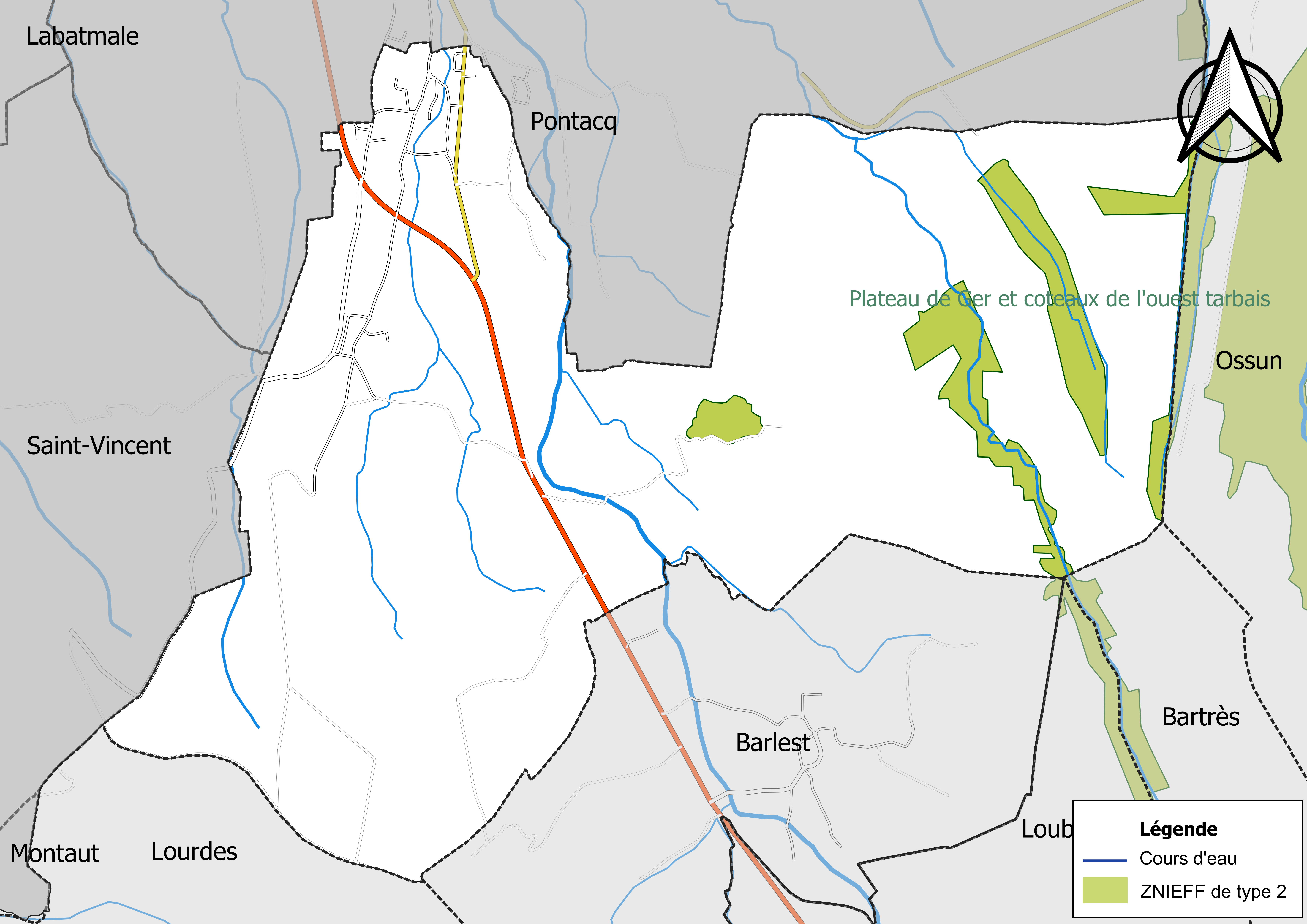
Carte de la ZNIEFF de type 2 sur la commune.

## Urbanisme

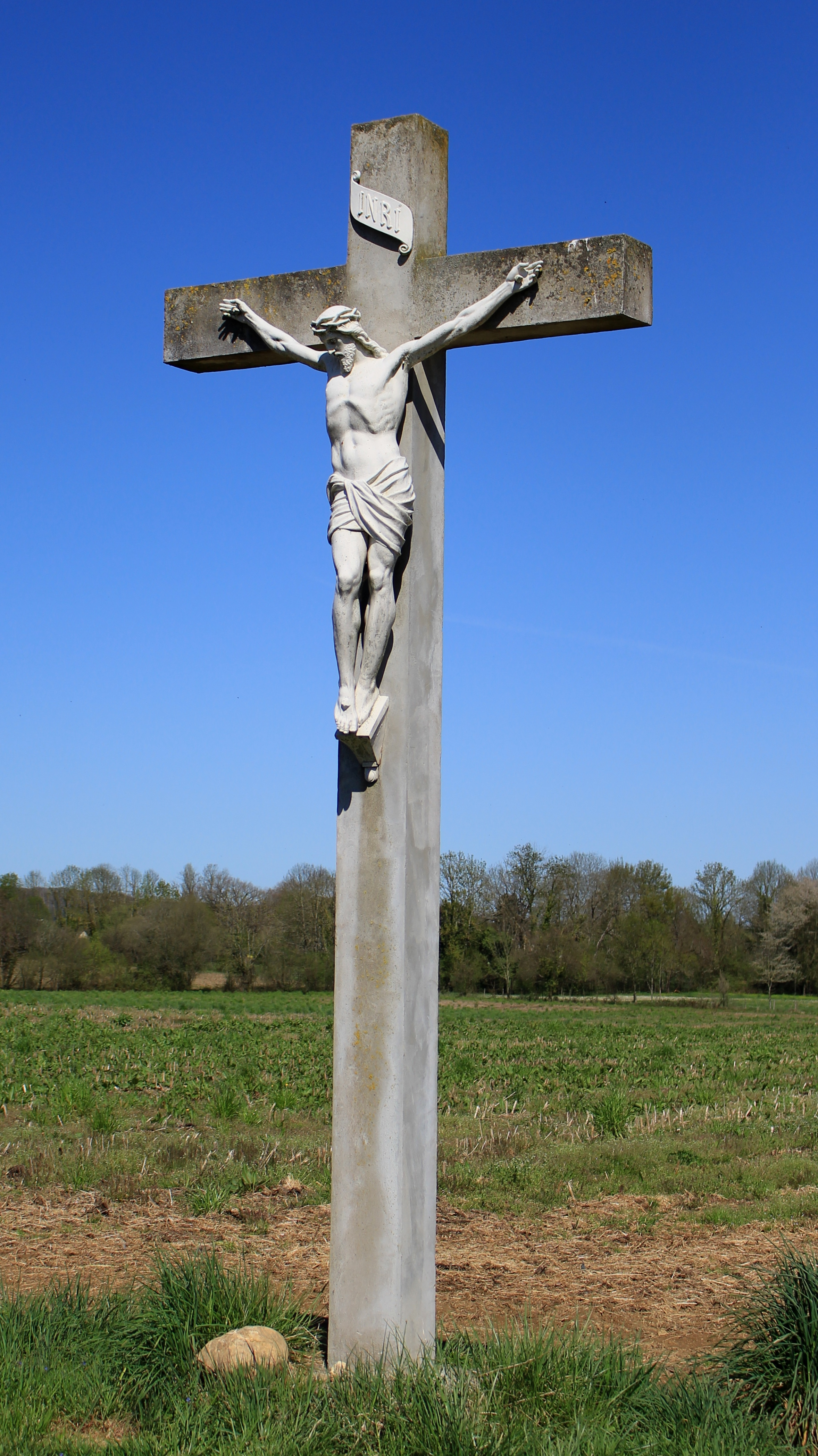
Une croix.

### Typologie
Au 1er janvier 2024, Lamarque-Pontacq est catégorisée bourg rural, selon la nouvelle grille communale de densité à sept niveaux définie par l'Insee en 2022.
Elle appartient à l'unité urbaine de Pontacq, une agglomération inter-régionale regroupant cinq  communes, dont elle est une commune de la banlieue,,. Par ailleurs la commune fait partie de l'aire d'attraction de Lourdes, dont elle est une commune de la couronne,. Cette aire, qui regroupe 45 communes, est catégorisée dans les aires de moins de 50 000 habitants,.

### Occupation des sols
L'occupation des sols de la commune, telle qu'elle ressort de la base de données européenne d’occupation biophysique des sols Corine Land Cover (CLC), est marquée par l'importance des territoires agricoles (79,8 % en 2018), en augmentation par rapport à 1990 (76,9 %). La répartition détaillée en 2018 est la suivante : 
terres arables (45,1 %), zones agricoles hétérogènes (32 %), forêts (14,5 %), zones urbanisées (3,3 %), prairies (2,7 %), zones humides intérieures (2,5 %).
L'IGN met par ailleurs à disposition un outil en ligne permettant de comparer l’évolution dans le temps de l’occupation des sols de la commune (ou de territoires à des échelles différentes). Plusieurs époques sont accessibles sous forme de cartes ou photos aériennes : la carte de Cassini (XVIIIe siècle), la carte d'état-major (1820-1866) et la période actuelle (1950 à aujourd'hui).

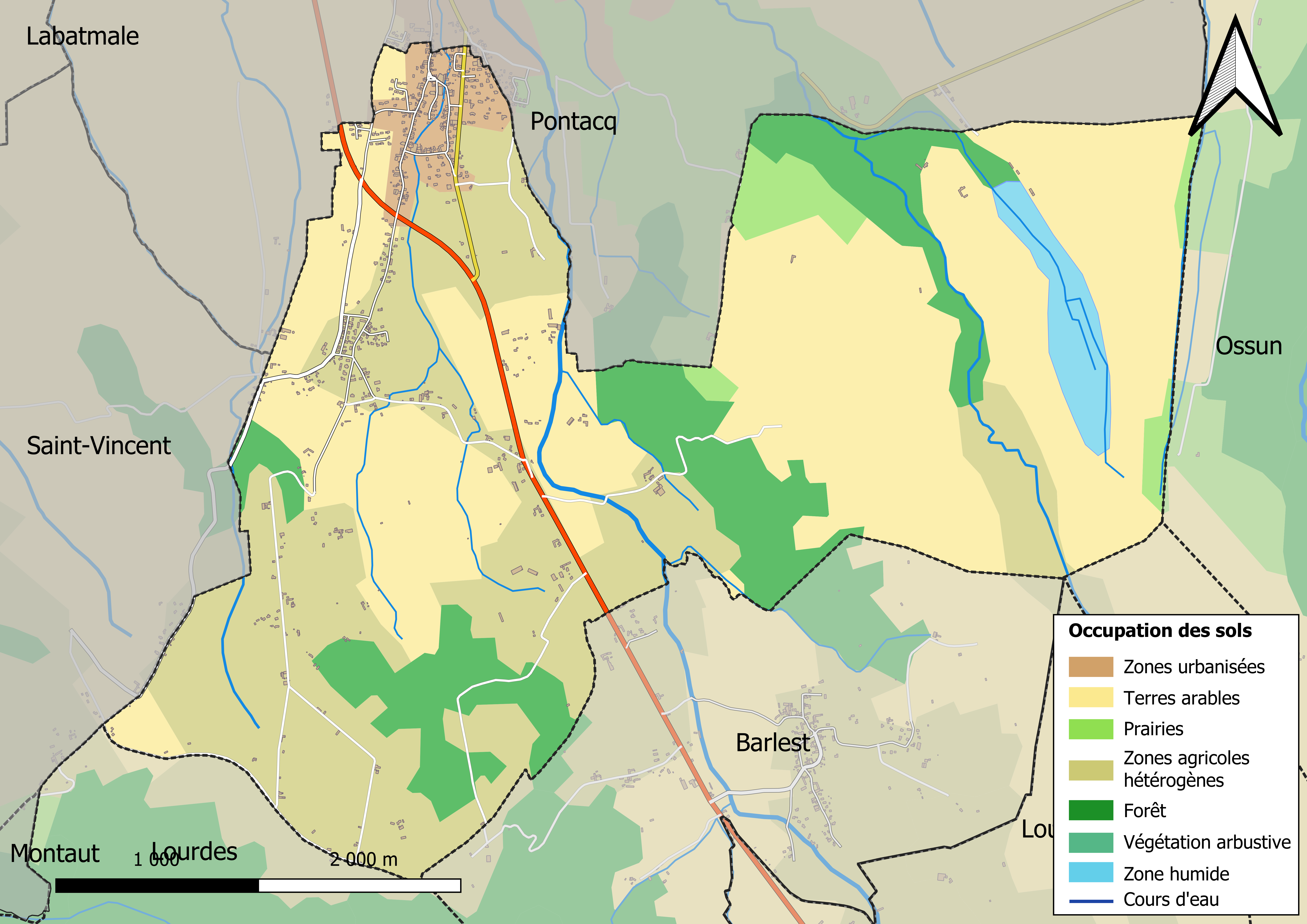
Carte des infrastructures et de l'occupation des sols en 2018 (CLC) de la commune.
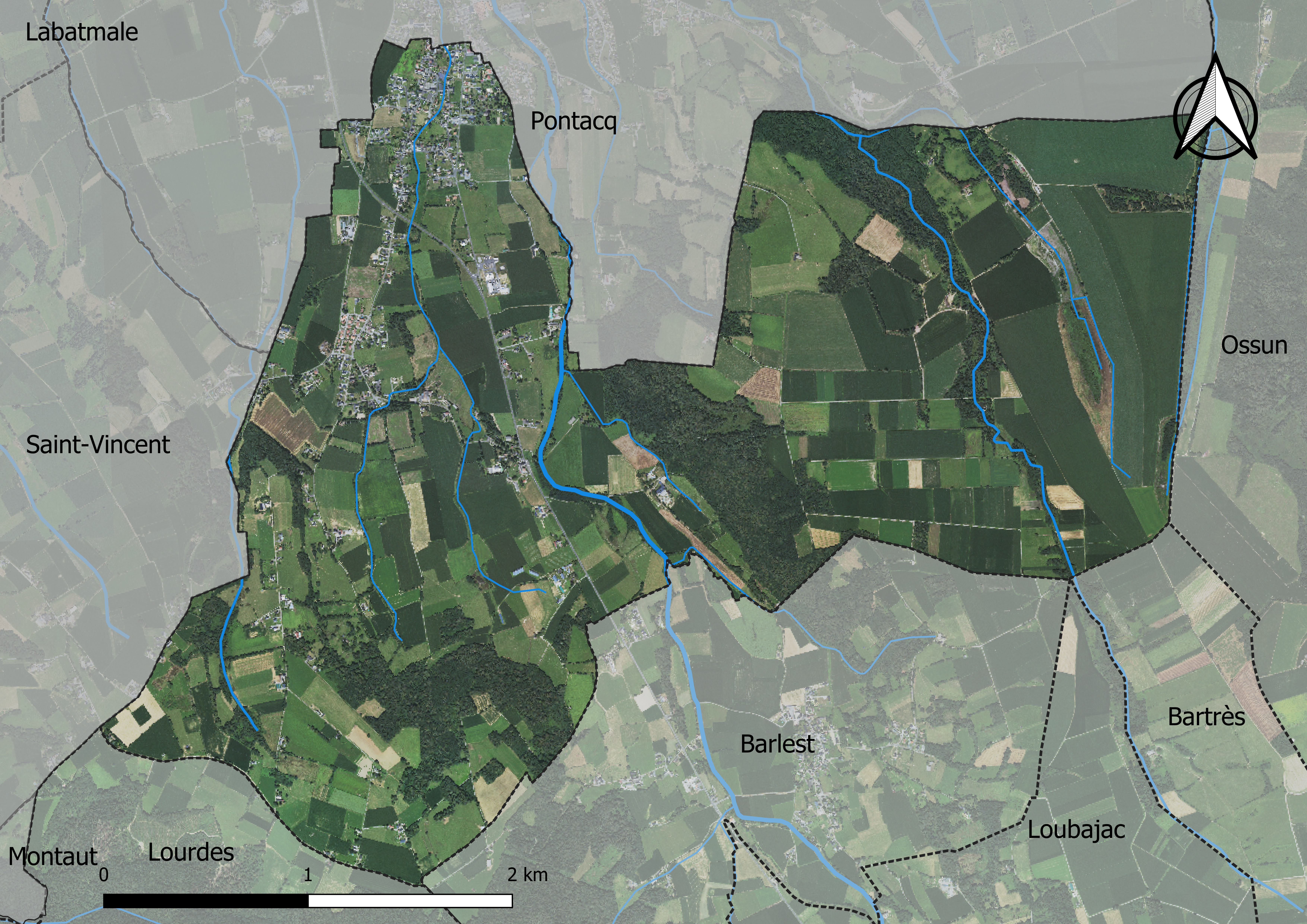
Carte orthophotogrammétrique de la commune.

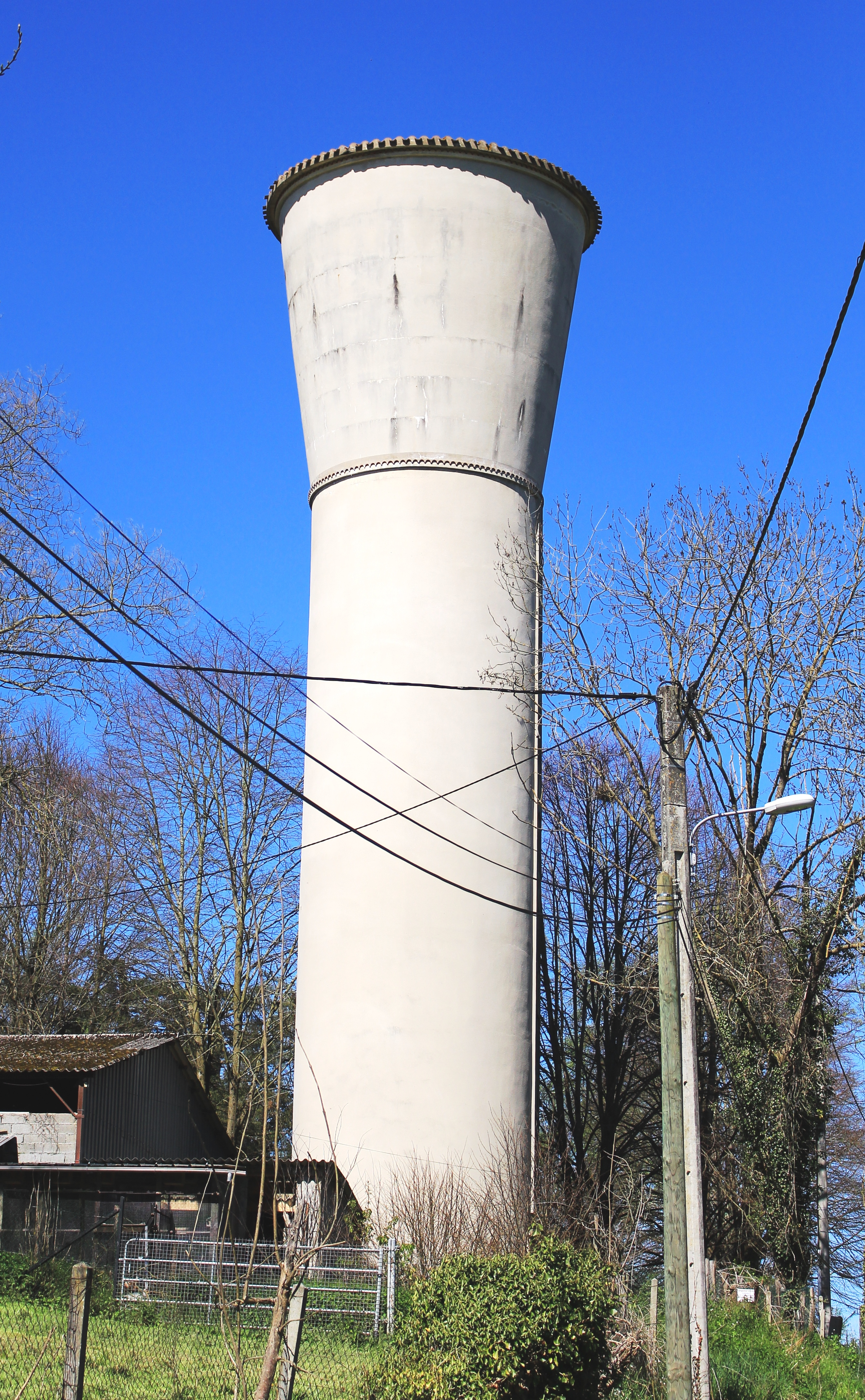
Le château d’eau en 2018.

### Logement
En 2012, le nombre total de logements dans la commune est de 372.

Parmi ces logements, 88.7  % sont des résidences principales, 7.1  % des résidences secondaires  4,2 %  des logements vacants.

### Voies de communication et transports
Cette commune est desservie par la route départementale D 940 et par la route départementale D 175.

### Risques majeurs
Le territoire de la commune de Lamarque-Pontacq est vulnérable à différents aléas naturels : météorologiques (tempête, orage, neige, grand froid, canicule ou sécheresse), feux de forêts, mouvements de terrains et séisme (sismicité moyenne). Il est également exposé à un risque technologique,  le transport de matières dangereuses, et à un risque particulier : le risque de radon. Un site publié par le BRGM permet d'évaluer simplement et rapidement les risques d'un bien localisé soit par son adresse soit par le numéro de sa parcelle.

#### Risques naturels
Lamarque-Pontacq est exposée au risque de feu de forêt. Un plan départemental de protection des forêts contre les incendies a été approuvé par arrêté préfectoral le 21 avril 2020 pour la période 2020-2029. Le précédent couvrait la période 2007-2017. L’emploi du feu est régi par deux types de réglementations. D’abord le code forestier et l’arrêté préfectoral du 27 octobre 2014, qui réglementent l’emploi du feu à moins de 200 m des espaces naturels combustibles sur l’ensemble du département. Ensuite celle établie dans le cadre de la lutte contre la pollution de l’air, qui interdit le brûlage des déchets verts des particuliers. L’écobuage est quant à lui réglementé dans le cadre de commissions locales d’écobuage (CLE)

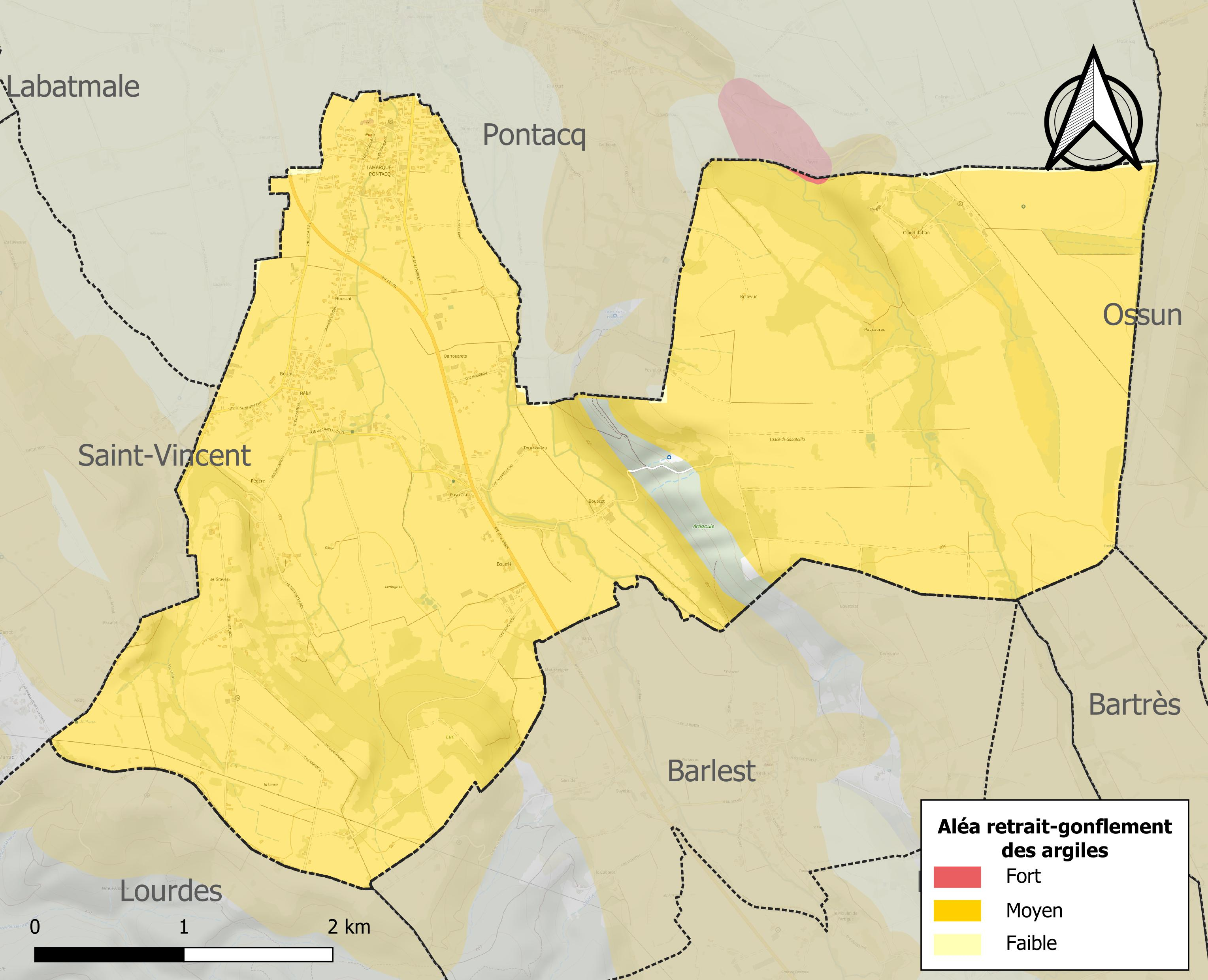
Carte des zones d'aléa retrait-gonflement des sols argileux de Lamarque-Pontacq.

Les mouvements de terrains susceptibles de se produire sur la commune sont des tassements différentiels.
Le retrait-gonflement des sols argileux est susceptible d'engendrer des dommages importants aux bâtiments en cas d’alternance de périodes de sécheresse et de pluie. 97,6 % de la superficie communale est en aléa moyen ou fort (44,5 % au niveau départemental et 48,5 % au niveau national). Sur les 357 bâtiments dénombrés sur la commune en 2019, 354 sont en aléa moyen ou fort, soit 99 %, à comparer aux 75 % au niveau départemental et 54 % au niveau national. Une cartographie de l'exposition du territoire national au retrait gonflement des sols argileux est disponible sur le site du BRGM,.
Par ailleurs, afin de mieux appréhender le risque d’affaissement de terrain, l'inventaire national des cavités souterraines permet de localiser celles situées sur la commune.
La commune a été reconnue en état de catastrophe naturelle au titre des dommages causés par les inondations et coulées de boue survenues en 1982, 1992, 1999, 2009, 2014 et 2021. Concernant les mouvements de terrains, la commune a été reconnue en état de catastrophe naturelle au titre des dommages causés par des mouvements de terrain en 1999.

#### Risque technologique
Le risque de transport de matières dangereuses sur la commune est lié à sa traversée par une canalisation de transport d'hydrocarbures. Un accident se produisant sur une telle infrastructure est susceptible d’avoir des effets graves sur les biens, les personnes ou l'environnement, selon la nature du matériau transporté. Des dispositions d’urbanisme peuvent être préconisées en conséquence.

#### Risque particulier
Dans plusieurs parties du territoire national, le radon, accumulé dans certains logements ou autres locaux, peut constituer une source significative d’exposition de la population aux rayonnements ionisants. Certaines communes du département sont concernées par le risque radon à un niveau plus ou moins élevé. Selon la classification de 2018, la commune de Lamarque-Pontacq est classée en zone 2, à savoir zone à potentiel radon faible mais sur lesquelles des facteurs géologiques particuliers peuvent faciliter le transfert du radon vers les bâtiments.

## Toponymie
On trouvera les principales informations dans le Dictionnaire toponymique des communes des Hautes Pyrénées de Michel Grosclaude et Jean-François Le Nail qui rapporte les dénominations historiques du village :
Dénominations historiques :
- De Marqua, (1342, pouillé de Tarbes ; 1379, Procuration Tarbes) ;
- Lamarque, La Marque, (1429, censier  de Bigorre) ;
- Lamarque près Pontac, (1738, registres paroissiaux) ;
- Lamarque lez Pontac, (1760, Larcher, pouillé de Tarbes) ;
- Lamarque-Pontac, (1806, Laboulinière) ;
- La Marque, (fin XVIIIe siècle, carte de Cassini).

Étymologie : du gascon marca : limite.
Nom occitan : Era Marca-Pontac.

## Histoire

### Cadastre napoléonien de Lamarque-Pontacq
Le plan cadastral napoléonien de Lamarque-Pontacq est consultable sur le site des archives départementales des Hautes-Pyrénées.

## Politique et administration

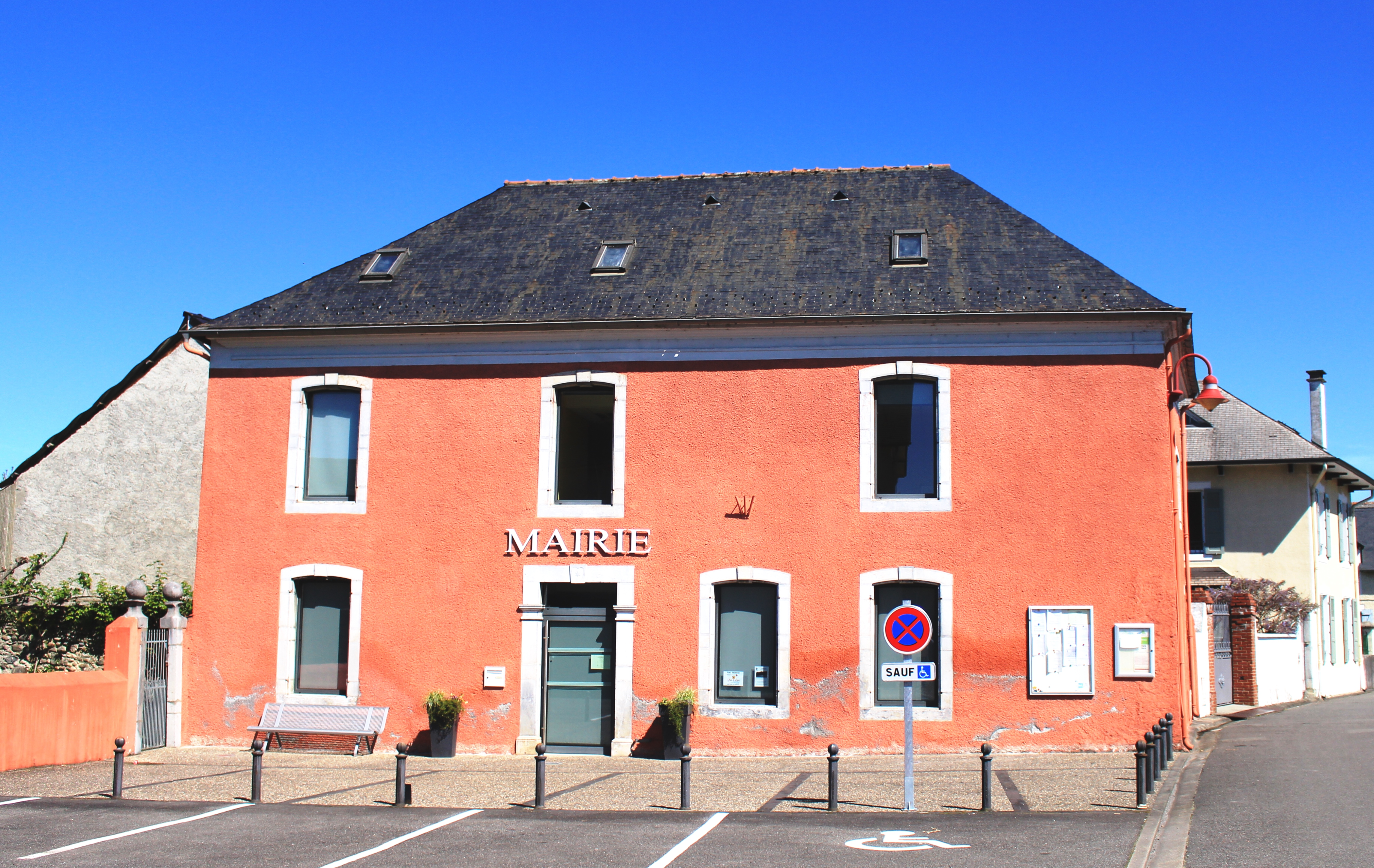
La mairie en 2018.

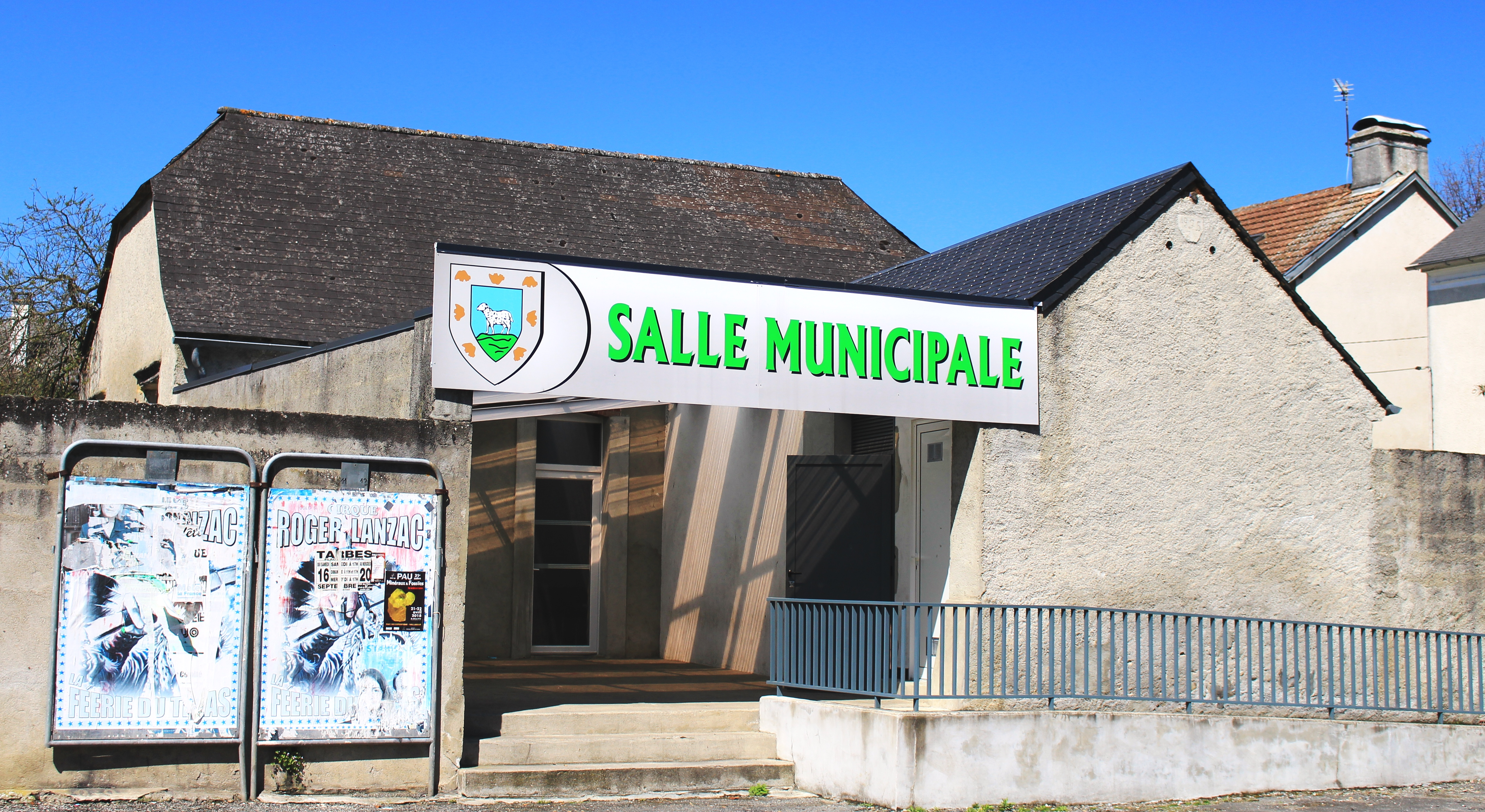
Le foyer rural en 2018

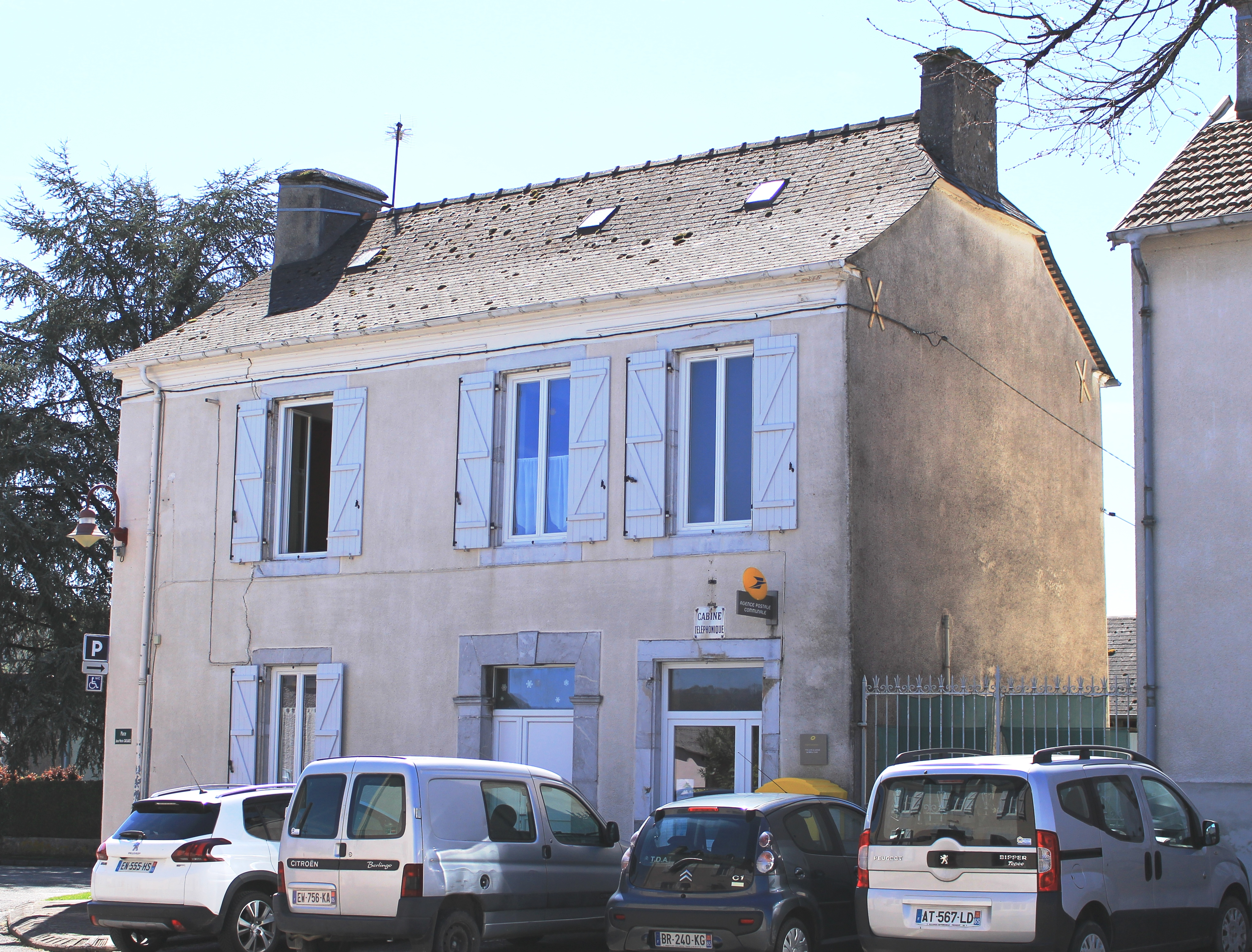
La Poste.

### Liste des maires
| Période                                  | Période                   | Identité             | Étiquette | Qualité                                                        |
| ---------------------------------------- | ------------------------- | -------------------- | --------- | -------------------------------------------------------------- |
| Les données manquantes sont à compléter. |                           |                      |           |                                                                |
| 1944                                     | 1973                      | Jean-Marie Caillabet |           |                                                                |
|                                          |                           |                      |           |                                                                |
| mars 2001                                | En cours (au 5 juin 2020) | Marc Begorre         | DVG       | Ancien directeur d'école, conseiller départemental depuis 2021 |

### Rattachements administratifs et électoraux

#### Historique administratif
Pays et sénéchaussée de Bigorre, quarteron de  Lourdes, canton d'Ossun (depuis1790).

#### Intercommunalité
Lamarque-Pontacq appartient à la Communauté d'agglomération Tarbes-Lourdes-Pyrénées créée en janvier 2017 et qui réunit 86 communes.

### Services publics
La commune de Lamarque-Pontacq dispose d'une agence postale.

## Population et société

### Démographie

#### Évolution démographique

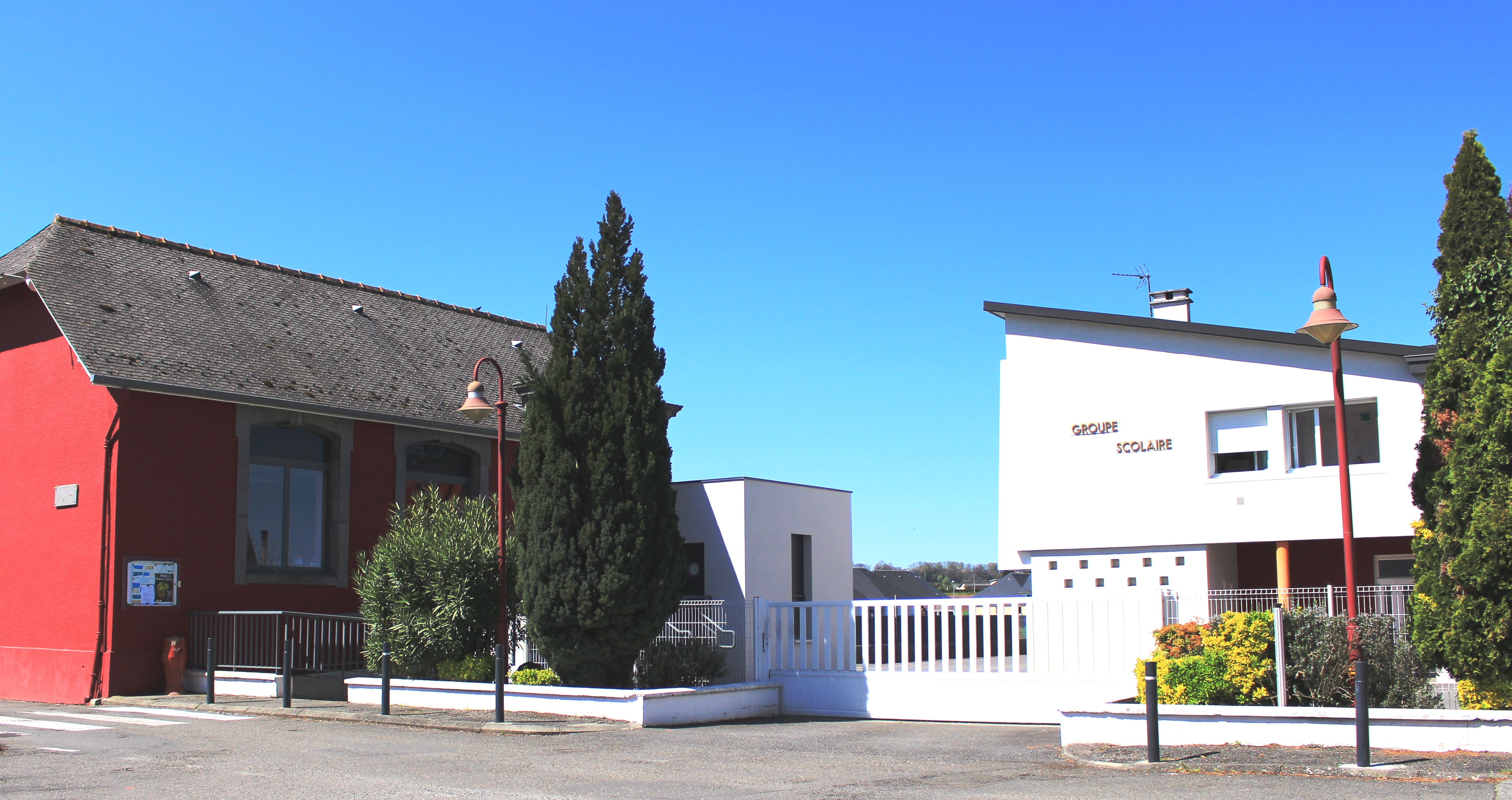
L’école primaire en 2018.

| 1793 | 1800 | 1806 | 1821 | 1831 | 1836 | 1841 | 1846 | 1851 |
| ---- | ---- | ---- | ---- | ---- | ---- | ---- | ---- | ---- |
| 330  | 600  | 605  | 738  | 760  | 790  | 804  | 808  | 807  |

| 1856 | 1861 | 1866 | 1876 | 1881 | 1886 | 1891 | 1896 | 1901 |
| ---- | ---- | ---- | ---- | ---- | ---- | ---- | ---- | ---- |
| 837  | 823  | 823  | 801  | 741  | 725  | 678  | 670  | 670  |

| 1906 | 1911 | 1921 | 1926 | 1931 | 1936 | 1946 | 1954 | 1962 |
| ---- | ---- | ---- | ---- | ---- | ---- | ---- | ---- | ---- |
| 640  | 590  | 564  | 516  | 498  | 488  | 500  | 496  | 514  |

| 1968 | 1975 | 1982 | 1990 | 1999 | 2006 | 2008 | 2013 | 2018 |
| ---- | ---- | ---- | ---- | ---- | ---- | ---- | ---- | ---- |
| 551  | 658  | 664  | 659  | 645  | 734  | 760  | 814  | 861  |

| 2022 | - | - | - | - | - | - | - | - |
| ---- | - | - | - | - | - | - | - | - |
| 867  | - | - | - | - | - | - | - | - |

### Enseignement
La commune dépend de l'académie de Toulouse. Elle dispose d’une école en 2017.
- École primaire.

## Économie

### Revenus
En 2018, la commune compte 330 ménages fiscaux, regroupant 824 personnes. La médiane du revenu disponible par unité de consommation est de 22 110 € (20 420 € dans le département).

### Emploi
|                | 2008  | 2013  | 2018  |
| -------------- | ----- | ----- | ----- |
| Commune        | 4 %   | 7,8 % | 6,8 % |
| Département    | 7,7 % | 9,4 % | 9,8 % |
| France entière | 8,3 % | 10 %  | 10 %  |

En 2018, la population âgée de 15 à 64 ans s'élève à 497 personnes, parmi lesquelles on compte 77,5 % d'actifs (70,6 % ayant un emploi et 6,8 % de chômeurs) et 22,5 % d'inactifs,. Depuis 2008, le taux de chômage communal (au sens du recensement) des 15-64 ans est inférieur à celui de la France et du département.
La commune fait partie de la couronne de l'aire d'attraction de Lourdes, du fait qu'au moins 15 % des actifs travaillent dans le pôle,. Elle compte 82 emplois en 2018, contre 64 en 2013 et 69 en 2008. Le nombre d'actifs ayant un emploi résidant dans la commune est de 354, soit un indicateur de concentration d'emploi de 23,1 % et un taux d'activité parmi les 15 ans ou plus de 57 %.
Sur ces 354 actifs de 15 ans ou plus ayant un emploi, 48 travaillent dans la commune, soit 14 % des habitants. Pour se rendre au travail, 90,1 % des habitants utilisent un véhicule personnel ou de fonction à quatre roues, 1,4 % les transports en commun, 2 % s'y rendent en deux-roues, à vélo ou à pied et 6,5 % n'ont pas besoin de transport (travail au domicile).

## Culture locale et patrimoine

### Lieux et monuments

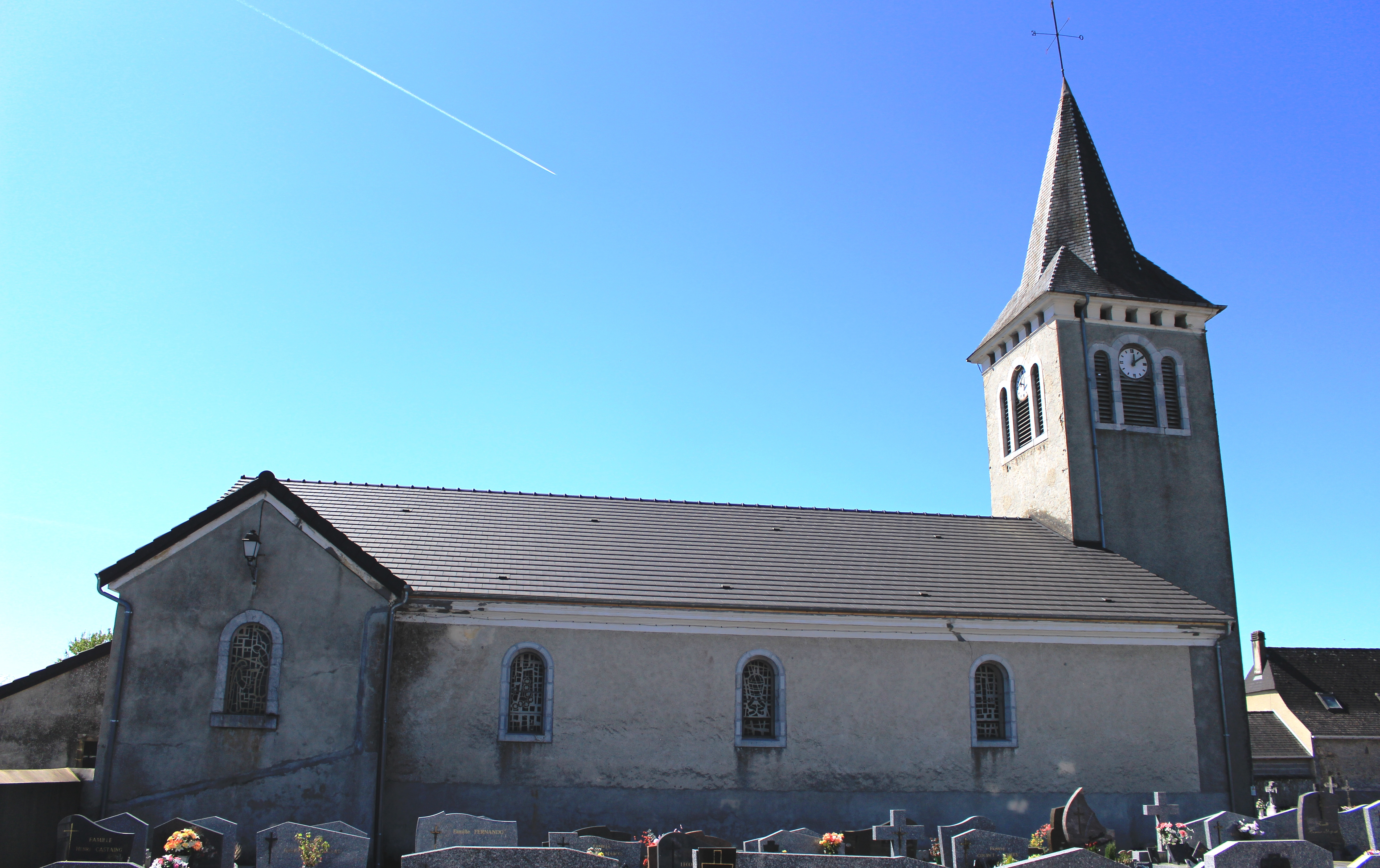
L'église Saint-Pierre en 2018.

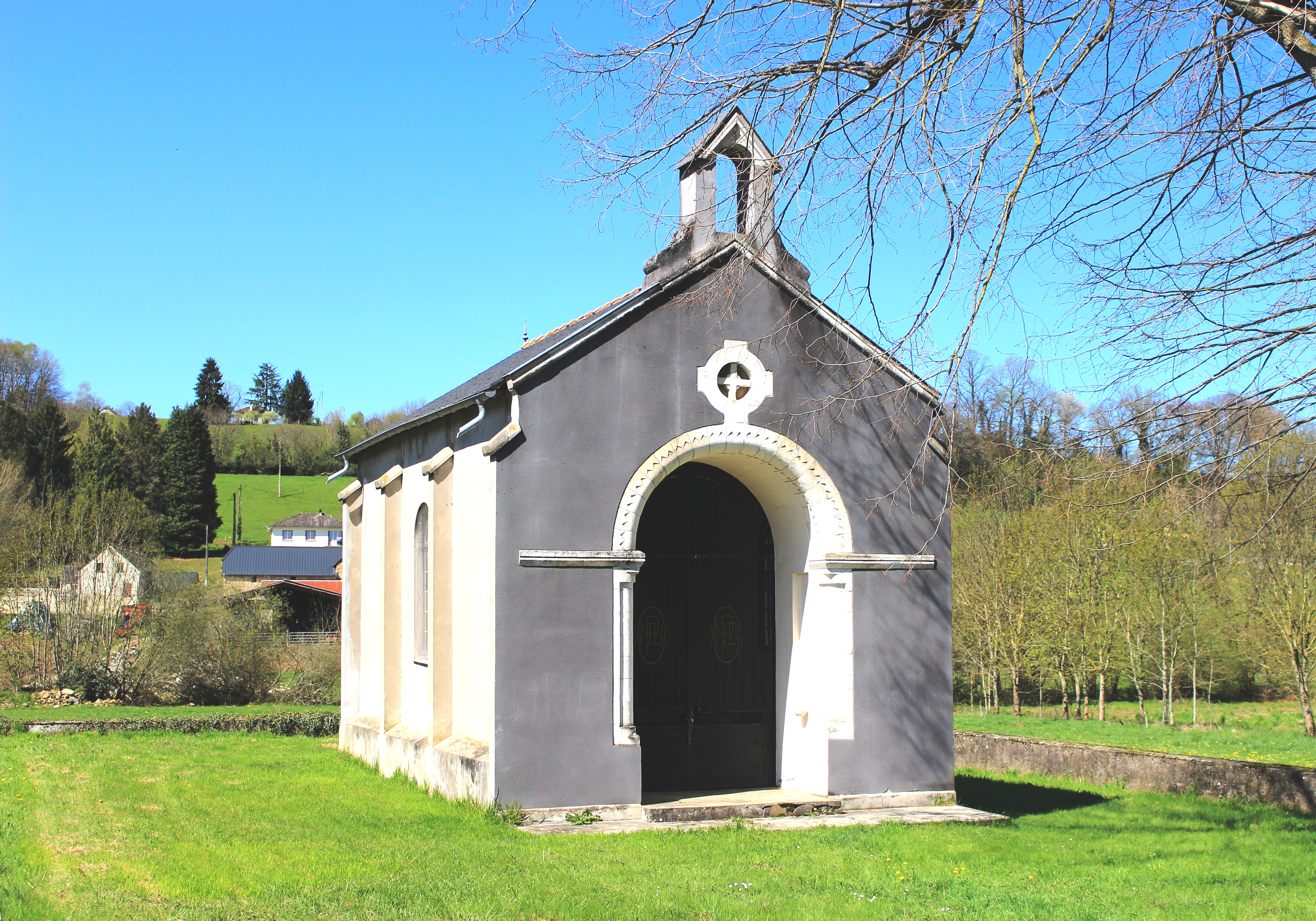
La chapelle Notre-Dame de Piétat.

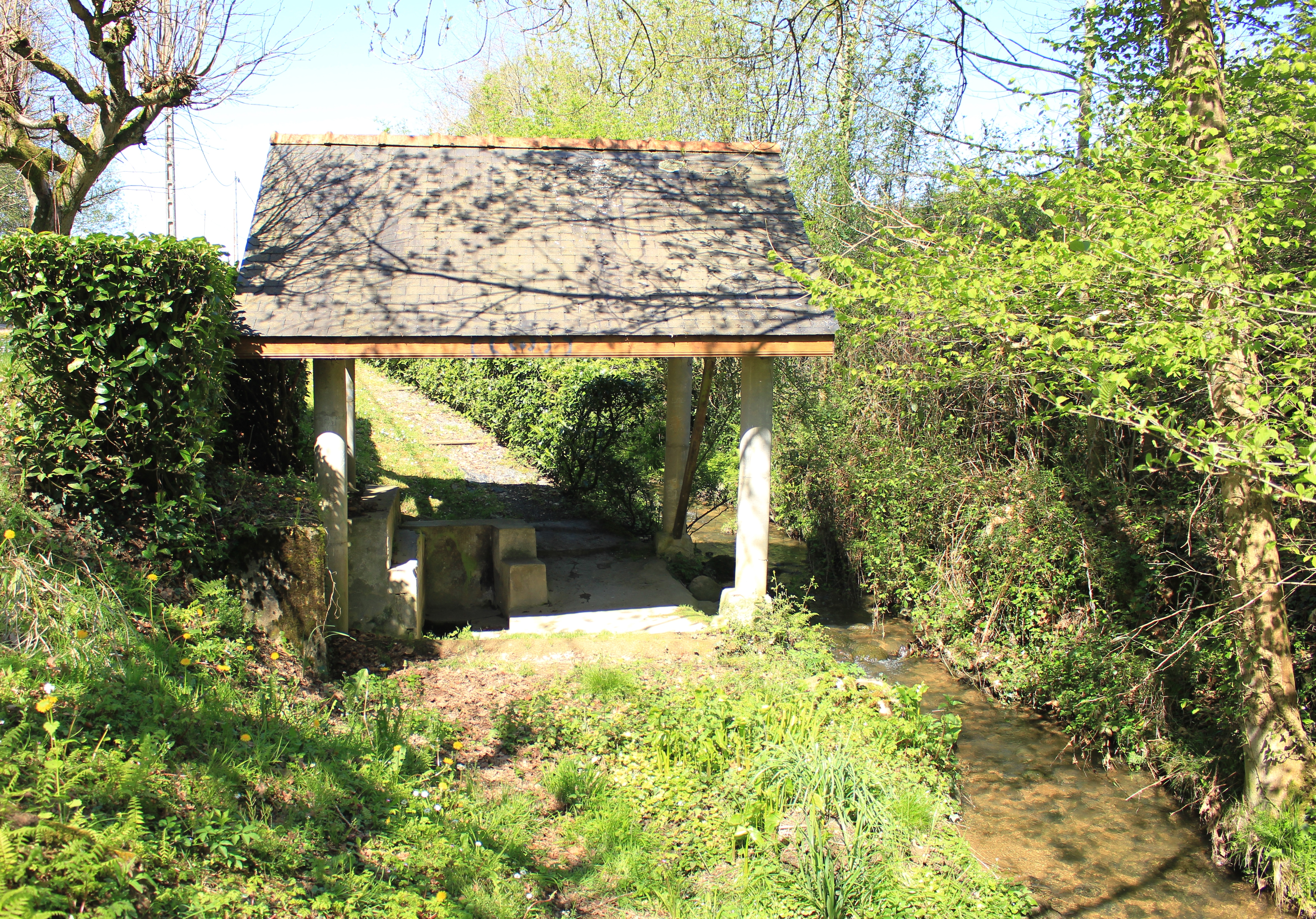
Le lavoir.

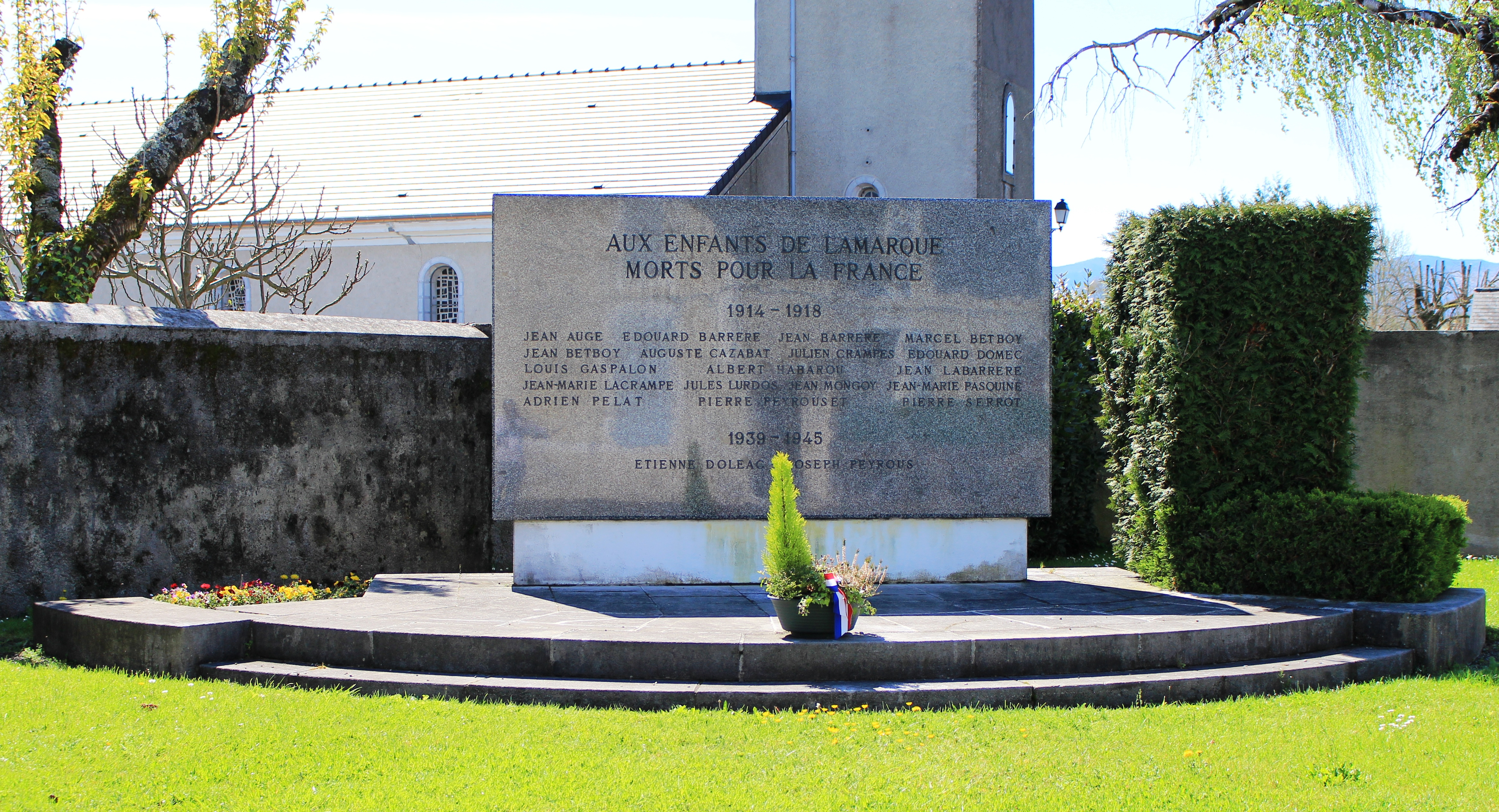
Le monument aux morts municipal.

- Église Saint-Pierre de Lamarque-Pontacq.
- Chapelle Notre-Dame de Piétat.
- Lavoir.

### Héraldique
| Blason | Blasonnement : D'azur au mouton d'argent sur une terrasse de sinople, à la bordure aussi d'argent chargée de sept flocons de laine de tenné. |

Le blason de Lamarque-Pontacq est presque identique à celui d'Esbareich.